# Еритрея на літніх Олімпійських іграх 2016
Еритрея на літніх Олімпійських іграх 2016 була представлена 12 спортсменами в 2 видах спорту. Жодних медалей спортсмени Еритреї не завоювали.

## Спортсмени
| Дисципліна     | Чоловіки | Жінки | Разом |
| -------------- | -------- | ----- | ----- |
| Легка атлетика | 10       | 1     | 11    |
| Велоспорт      | 1        | 0     | 1     |
| Разом          | 11       | 1     | 12    |

## Легка атлетика
Легенда
- Note – для трекових дисциплін місце вказане лише для забігу, в якому взяв участь спортсмен
- Q = пройшов у наступне коло напряму
- q = пройшов у наступне коло за добором (для трекових дисциплін - найшвидші часи серед тих, хто не пройшов напряму; для технічних дисциплін - увійшов до визначеної кількості фіналістів за місцем якщо напряму пройшло менше спортсменів, ніж визначена кількість)
- NR = Національний рекорд
- N/A = Коло відсутнє у цій дисципліні
- Bye = спортсменові не потрібно змагатися у цьому колі

Трекові і шосейні дисципліни
Чоловіки
| Спортсмен            | Дисципліна           | Попередній забіг | Попередній забіг | Фінал           | Фінал           |
| Спортсмен            | Дисципліна           | Результат        | Місце            | Результат       | Місце           |
| -------------------- | -------------------- | ---------------- | ---------------- | --------------- | --------------- |
| Абрар Осман Адем     | 5000 м               | 13:22.56         | 8 Q              | 13:09.56        | 10              |
| Гіскел Тевелде       | 5000 м               | 13:30.23         | 15               | Завершив виступ | Завершив виступ |
| Арон Кіфле           | 5000 м               | 13:29.45         | 8                | Завершив виступ | Завершив виступ |
| Гойтом Кіфле         | 10000 м              | Н/Д              | Н/Д              | 28:15.99        | 24              |
| Зерсенай Тадесе      | 10000 м              | Н/Д              | Н/Д              | 27:23.86        | 8               |
| Нгусе Амлосом        | 10000 м              | Н/Д              | Н/Д              | 27:30.79        | 9               |
| Ємане Хаілеселассіе  | 3000 м з перешкодами | 8:26.72          | 4 q              | 8:40.68         | 12              |
| Тевелде Естіфанос    | Марафон              | Н/Д              | Н/Д              | 2:19:12         | 60              |
| Гірмай Гебреселассіє | Марафон              | Н/Д              | Н/Д              | 2:11:04         | 4               |
| Амануель Месель      | Марафон              | Н/Д              | Н/Д              | 2:14:37         | 21              |

Жінки
| Спортсменка        | Дисципліна | Фінал     | Фінал |
| Спортсменка        | Дисципліна | Результат | Місце |
| ------------------ | ---------- | --------- | ----- |
| Небіат Хабтемаріам | Марафон    | 2:45:21   | 80    |

## Велоспорт

### Шосе
| Спортсмен            | Дисципліна                       | Час     | Місце |
| -------------------- | -------------------------------- | ------- | ----- |
| Деніел Теклехайманот | Групова шосейна гонка (чоловіки) | 6:29:25 | 43    |